# Departamento de Salud y Servicios Humanos de los Estados Unidos
El Departamento de Salud y Servicios Humanos de los Estados Unidos (en inglés: United States Department of Health and Human Services; acrónimo: HHS) es un Gabinete del gobierno de los Estados Unidos con el objetivo de proteger la salud de todos los estadounidenses y la prestación de servicios sociales esenciales. Su lema es "Mejorar la salud, la seguridad y el bienestar de Estados Unidos". Su sede es el Hubert H. Humphrey Building, un edificio brutalista de poca altura ubicado en Washington D. C.
El departamento fue creado cuando el presidente Jimmy Carter firmó el Departamento de Educación de la Ley orgánica (PL 96-88) en la ley el 17 de octubre de 1979, que dividió el Departamento de Salud, Educación y Bienestar de los Estados Unidos (HEW), que incluía la Administración del Seguro Social, los organismos que constituyen el Servicio de Salud Pública, Administración de Apoyo a la Familia, y la Oficina de Educación en el Departamento de Salud y Servicios Sociales. En 1995, la Administración del Seguro Social se disgregó del Departamento de Salud y Servicios Sociales, y quedó establecido como un organismo independiente de la rama ejecutiva del Gobierno federal de los Estados Unidos.